# Хеккен (Хунсрюк)
Хеккен (нем. Hecken) — община в Германии, в земле Рейнланд-Пфальц.
Входит в состав района Рейн-Хунсрюк. Подчиняется управлению Кирхберг. Население составляет 135 человек (на 31 декабря 2010 года). Занимает площадь 3,89 км².

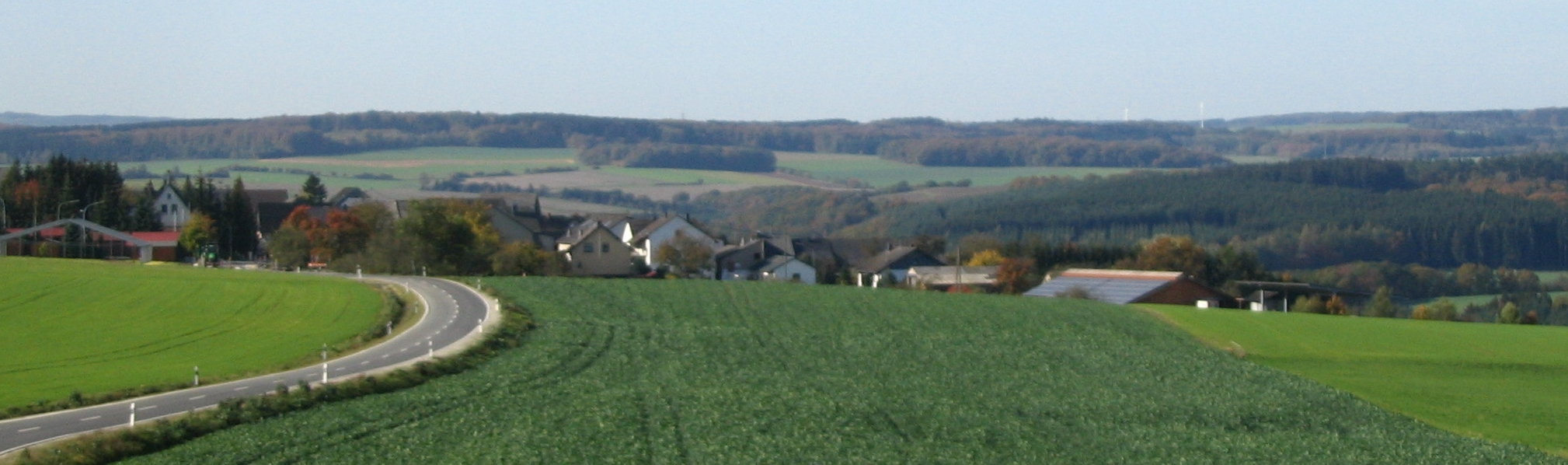
Хеккен (Хунсрюк)